# Habitatge al carrer Montsalvatge, 32 (Olot)
L'Habitatge al carrer Montsalvatge, 32 és una casa eclèctica d'Olot (Garrotxa) inclosa a l'Inventari del Patrimoni Arquitectònic de Catalunya.

## Descripció
És una casa, entre mitgeres, de planta rectangular i teulat a dues aigües. Disposa de planta baixa i dos pisos: el primer té una balconada, amb tres portes d'accés decorades amb guardapols d'estuc ornats amb llaços esgrafiats. Aquests motius es repetiran a les obertures de la planta baixa. El pis superior té un balcó central i una finestra a cada costat. Una franja horitzontal feta amb rajols de colors marrons s'alterna amb les bigues de fusta que sustenten el teulat.

## Història
A començaments del nostre segle, a Olot convivien el Modernisme i el Noucentisme. Aquest darrer, amb les seves diferents corrents i contradiccions, tindrà la seva puntual aplicació a la capital de la Garrotxa. L'ala més típica i normativa es trobà representada pel Grup Escolar Malagrida i la Biblioteca Popular de la Mancomunitat (avui desapareguda). Una altra corrent noucentista s'entroncà amb l'arquitectura europea del moment i fou representada per l'arquitecte Rafael Masó. Hi havia un tercer grup que accentuà els aspectes eclèctics, historicistes i, fins i tot, acadèmics.